# José Edgar Lora Gumiel
José Edgar Lora Gumiel nació en Comarapa, Santa Cruz, Bolivia el 6 de marzo de 1952. Es un pedagogo, escritor y asesor general de producción de la editorial La Hoguera. Casado con Fanny Alvis, teniendo dos hijas: Jimena y Alejandra.

## Estudios
Estudió la educación primaria en la escuela “Mariano Eliodoro Saucedo Sevilla” de la ciudad de Comarapa. Los estudios secundarios los realizó en el colegio jesuita “Pío XII” de Cochabamba. También realizó estudios de Profesor de Literatura Universal y Lengua Castellana de la Normal Superior Católica “Sedes Sapientiae” y cursó la Licenciatura en Ciencias de la Educación de la Universidad Autónoma “Gabriel René Moreno”.

## Obras
- Literatura y comunicación, Editorial La Hoguera, 2004.[2]
- Letra del Himno a Comarapa, 2015.[3]
- Antologías para jóvenes, Grupo Editorial La Hoguera. 2016.[4]
- Maldito hippie comunista, Santa Cruz, Editorial La Hoguera, 2018.[5]